# Pinanga arinasae
Pinanga arinasae är en enhjärtbladig växtart som beskrevs av Witono. Pinanga arinasae ingår i släktet Pinanga och familjen Arecaceae. Inga underarter finns listade i Catalogue of Life.